# 奇力克阿里帕夏建築群
奇力克阿里帕夏建築群（土耳其語：Kılıç Ali Paşa Külliyesi）是土耳其伊斯坦布尔的一组伊斯兰教庫里耶建筑群，包括清真寺、伊斯兰学校、土耳其浴室、墓地和喷泉，位于贝伊奥卢区。
该建筑群由卡普丹帕夏奇力克阿里帕夏下令建造，建于1580-1587年，建筑师米马尔·希南当时已年逾九十。清真寺本身建于1578-1580年。它最初位于海边，但由于填海，现在已被其他建筑包围。

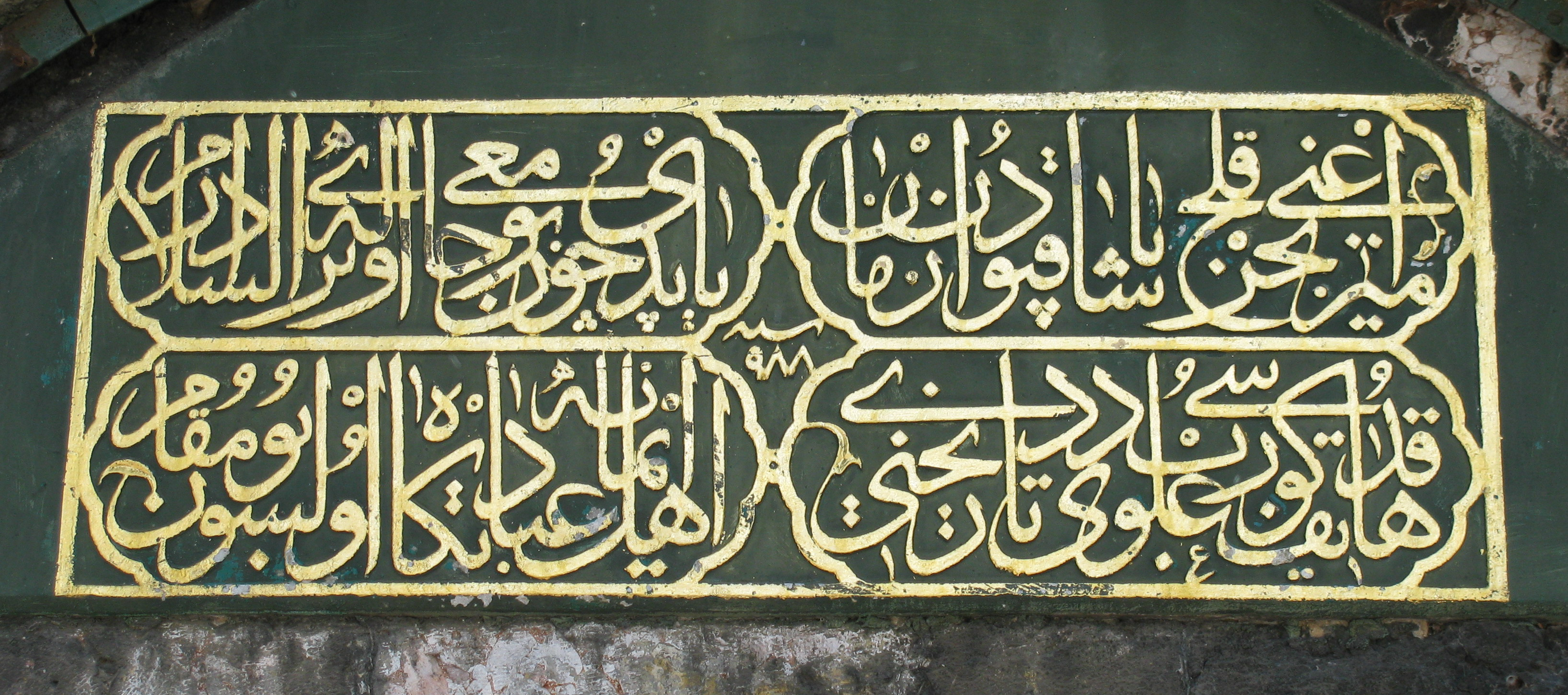

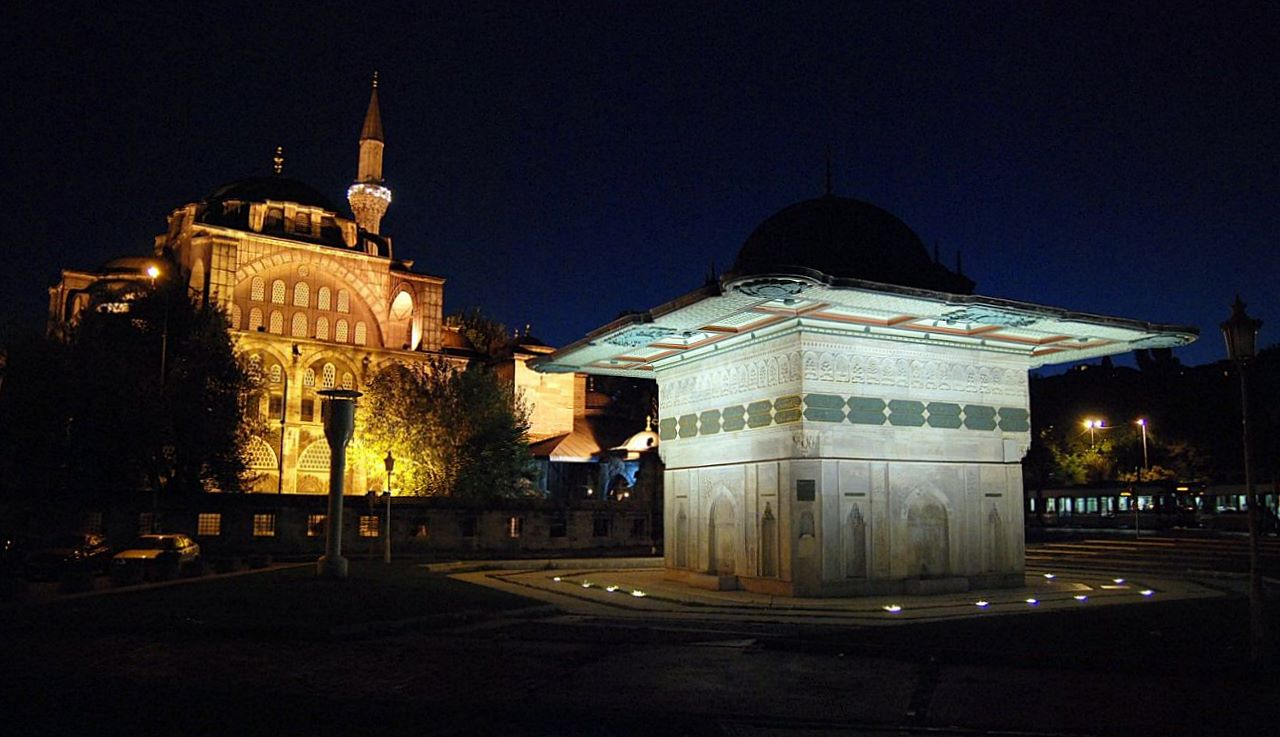